# Овчарска торбичка
Овчарска торбичка (Capsella) е род тревисти растения от семейство Кръстоцветни (Brassicaceae). Четири вида, от които двата най-популярни са Обикновена овчарска торбичка (Capsella bursa-pastoris) и Румена овчарска торбичка (Capsella rubella). Произлиза от Източна Европа и Мала Азия, но е разпространено и в други части на света, където е смятано за често срещан плевел, особено при по-хладен климат. Расте до надморска височина 2000 m.

## Описание
Овчарските торбички са едногодишни или двугодишни тревисти растения, които имат изправено голо стъбло, високо 20-50 cm. Листата са събрани в розетка в основата на стъблото. Цветовете са много на брой и са събрани в гроздовидни съцветия. Растенията цъфтят от март до август.
В България са широко разпространени. Растат по тревисти места, край пътища и т.н. Обикновената овчарска торбичка е кръвоспираща билка, използвана в народната медицина, наричана също гъшарка, бабини гниди или старчец.

## Химичен състав
Съдържа биогенни амини (холин, ацетилхолин, тирамин и хистамин); флавоноиди - главно диосмин, танини, органични киселини и витамин C